# Orquesta de Cámara de Europa
La Orquesta de Cámara de Europa (en inglés: Chamber Orchestra of Europe, COE), es una orquesta de cámara creada en el año 1981 con sede en Londres. La orquesta está formada por alrededor de 60 miembros provenientes de toda Europa. Los intérpretes tienen carreras paralelas como solistas internacionales, miembros de eminentes grupos de cámara y como tutores y profesores de música. La orquesta recibe apoyo financiero de la Comisión Europea y The Gatsby Charitable Foundation; no tienen un local fijo como sede y ningún director residente nombrado.

## Historia
La idea para la COE provino de músicos en la Joven Orquesta de la Comunidad Europea, con miembros que habían superado la edad límite para la ECYO y que querían continuar trabajando juntos en un contexto de orquesta de cámara.  Entre los miembros fundadores están el oboísta Douglas Boyd, quien sirvió como principal oboísta de la COE desde 1981 hasta 2002.  A lo largo de los años la COE ha desarrollado fuertes relaciones con Claudio Abbado, Bernard Haitink y Nikolaus Harnoncourt, junto con Thomas Adès, Pierre-Laurent Aimard, Vladímir Ashkenazy, Emanuel Ax, Lisa Batiashvili, Paavo Berglund, Herbert Blomstedt, Semión Bychkov, Renaud y Gautier Capuçon, Ivan Fischer, Thomas Hengelbrock, Vladímir Yúrovski, Leonidas Kavakos, Yannick Nézet-Séguin, Sir Roger Norrington, Sakari Oramo, Maria João Pires, András Schiff y Mitsuko Uchida.  
La COE interpreta regularmente en las principales ciudades de Europa, con visitas ocasionales a los Estados Unidos, Hong Kong, Japón y Australia. La COE tiene fuertes enlaces con la Alte Oper en Fráncfort, el Festival Styriarte en Graz, el Festival de Lucerna, la Fundación Calouste Gulbenkian en Lisboa, así como la Philharmonie en Colonia, la Cité de la musique y la Salle Pleyel de París, el Concertgebouw en Ámsterdam y la Ópera de Dijon.  En 2007, la Unión Europea nombró a la COE como Embajador Cultural en su Programa Cultural.  La COE creó la Academia COE en 2009 para proporcionar oportunidades a estudiantes musicales con talento para estudiar con músicos de la COE.
La orquesta ha hecho más de 250 grabaciones comerciales para diversos sellos con diferentes directores, entre ellos Claudio Abbado, Paavo Berglund, Nikolaus Harnoncourt, and Thomas Hengelbrock.